# Mount Tucker
Mount Tucker ist ein rund 1020 m hoher und markanter felsiger Berg an der Nordenskjöld-Küste des Grahamlands auf der Antarktischen Halbinsel. Er ragt 15 km nordwestlich des Longing Gap oberhalb des Larsen Inlet in den Woodman Highlands auf.
Wissenschaftler des Falkland Islands Dependencies Survey nahmen zwischen 1960 und 1961 Vermessungen für seine Kartierung vor. Das UK Antarctic Place-Names Committee benannte ihn 1964 nach der Tucker Sno-Cat Corporation aus Medford in Oregon, einem US-amerikanischen Hersteller von Raupenschleppern für den Einsatz im Schnee.